# Infrarrealisme
L'infrarrealisme és un moviment poètic fundat a Mèxic, D. F. en 1975 per un grup de vint poetes joves, entre els quals es trobaven Roberto Bolaño, Mario Santiago Papasquiaro, José Vicente Anaya, Rubén Medina i José Roses Ribeyro.
Els infrarrealistes, també coneguts simplement com a «infres», van prendre com a consigna la frase de Matta «volar-li la tapa del cervell a la cultura oficial». Més que per un estil definit, el moviment es va caracteritzar per la cerca d'una poesia lliure i personal, que representés la postura dels seus membres davant la vida, al marge de les convencions socials, de manera semblant al que van fer els poetes de la Generació beat dels anys 1950.
L'origen del terme és francès. L'intel·lectual Emmanuel Berl ho atribueix a un dels fundadors del surrealisme, l'escriptor i polític Philippe Soupault (1897-1990), qui va anar també un dels impulsors del dadaisme. Segons Bolaño, no obstant això, el nom va sorgir inicialment de la mà de l'artista xilè Roberto Matta (1911-2002), qui va encunyar el terme en la dècada de 1940, després que André Breton ho expulsés del surrealisme; així, Matta va ser l'únic «infrarrealista» fins que el nom del moviment va ser recuperat com a corrent literari. Un tercer antecedent del nom és proporcionat pel conte «La infra del drac», de l'escriptor rus Georgij I. Gurevich, originalment publicat en 1959, el qual és esmentat per Bolaño en el primer manifest infrarrealista. Està emparentat amb el dadaisme, i la seva etapa inicial, la més important, va durar fins a 1977, amb la partida de Papasquiaro i Bolaño a Europa. No obstant això, després de la tornada del primer a Ciutat de Mèxic en 1979, el moviment va continuar liderat per aquest, fins a la seva defunció en 1998. En l'actualitat, el moviment és mantingut per alguns dels seus membres originals, així com per altres nous.